# تمبدغة
تمبدغة مدينة موريتانية تقع في ولاية الحوض الشرقي. لا تزال عاصمة للتراث والفن والأدب يلجأ إليها عشاق الطرب ويسميها عشاقها من أبنائها وزوارها، إتنيبه تدليلا لها.

## التاريخ
أسس المستعمر الفرنسي مدينة تمبدغة مع مطلع القرن العشرين عندما زحفت القوات الفرنسية على المنطقة قادمة من ما يعرف الآن بجمهورية مالي، تعاقبت على حكم المنطقة إمبراطوريات وإمارات عبر التاريخ بدء بإمبراطورية غانة التي اتخذت من مدينة كمبي صالح -60 كم جنوب تمبدغة- عاصمة لها، دولة المرابطين التي تأسست في جزيرة تيدرة، قبالة نواكشوط، لتكتسح غرب و شمال إفريقيا وجنوب أوروبا في وقت قياسي، مرورا بإمارة أولاد امبارك التي اتخذت من واركيطة -فحل الرك 35 كم شمال تمبدغة- عاصمة لها إلا أن الحروب الأهلية التي عرفتها إمارة أولاد إمبارك طيلة 40 سنة قوضت القوة العسكرية للإمارة وجعلت منها لقمة سائغة لأمير مشظوف الطموح أحمد محمود -هاتك الدول- الذي رفض لتوه دفع الضرائب -الغرامة- لإمارة إدوعيش وزحف شرقا بحثا عن أراضي لتأسيس دولته فانتهز فرصة ضعف إمارة أولاد إمبارك للإجهاز عليها حيث كان له ما أراد فاتخذ من منطقة تمبدغة عاصمة لدولته التي عرفت بإمارة الحوض وحكمتها أسر أهل لمحيميد ومع مطلع القرن العشرين زحف المستعمر الفرنسي على المنطقة وعقد اتفاقية مع الإمارة على أساسها يمارس الأمير صلاحياته تحت إشراف الحاكم الفرنسي الذي اتخذ من تمبدغة عاصمة للحوض ومع نيل الاستقلال انقسم الحوض إلى ولايتين هما الحوض الشرقي وعاصمتها النعمة والحوض الغربي وعاصمتها العيون وأصبحت مدينة تمبدغة مجرد مقاطعة .

## أعلام
- يحي ولد حدمين
- الشيخ عبدالله بن بيه